# 大葉楠双羽節蜱
大葉楠双羽節蜱（学名：Diptacus kusanous）为双羽爪節蜱科双羽爪節蜱屬下的一个种。